# Agnes Hoesch
Agnes Hoesch geborene Pfeifer (* 3. Februar 1839 in Frankfurt am Main; † 22. Februar 1903 in Düren) war eine große Wohltäterin und Stifterin in der Stadt Düren.
Sie war das erste von sechs Kindern des Kaufmanns Robert Pfeifer (1808–1877; Bruder des Zuckerfabrikanten Emil Pfeifer) und dessen Ehefrau Maria Wilhelmine Pfeifer geb. André (1815–1876). Im Jahr 1862 heiratete sie den Eisenhüttenbesitzer und Stahlfabrikanten Eberhard Hoesch. 
Agnes Hoesch wurde nach dem Deutsch-Französischen Krieg von 1870/71 mit dem Verdienstkreuz für Frauen und Jungfrauen ausgezeichnet, das an knapp dreitausend Personen verliehen wurde.
Sie war Vorsitzende des Frauenvereins in Düren. Im Jahr 1892 finanzierte sie zusammen mit ihrem Mann einen großen Spiel- und Festsaal. In ihrem Testament legte sie ein Vermächtnis an die Stadt Düren fest, unter anderem 100.000 Mark zur Errichtung von Arbeiterwohnungen. Die Neubauten wurden an einem Straßenzug von der Zülpicher Straße bis zum Stationsweg (der heutigen Eberhard-Hoesch-Straße) erbaut. Zu Ehren der Stifterin wurde dieser Weg nach ihrem Vornamen Agnesstraße benannt. Am 7. November 1907 vermachte Eberhard Hoesch in seinem Testament der Stadt weitere 200.000 Mark für den gleichen Zweck.